# Luis Bonafoux
Luis Bonafoux Quintero (Saint-Loubès, 19 de junio de 1855-Londres, 28 de noviembre de 1918) fue un periodista y escritor español nacido en Francia. También fue conocido por el apodo de «La Víbora de Asnières».

## Biografía
Hijo de un francés y una venezolana que finalmente fijaron su residencia en Puerto Rico, en esta provincia española estudió el muchacho el bachillerato. Con quince años su padre le embarcó a la península para que cursara en Madrid la carrera de Medicina; se decidió, sin embargo, por estudiar Leyes, materia en la que más tarde se licenció en Salamanca. Inclinado más por la política y el periodismo, sus primeros trabajos en prensa aparecieron en El Eco del Tormes, Salamanca (1877). En 1882 fundó en Madrid el periódico El Español, en el que permaneció hasta 1887; luego fundó El Intransigente en 1892. Usaba frecuentemente los seudónimos de «Aramis» y «Luis de Madrid».
Destinado a La Habana con un cargo en la burocracia colonial que le consiguió Antonio Cánovas del Castillo, fue uno de los más asiduos concurrentes de la tertulia del café de Europa; de sus observaciones sacó Bonafoux su famoso folleto, especie de novela, titulado El Avispero, que se hizo muy popular y fue objeto de enconadas y múltiples polémicas, estando a pique de batirse en duelo con Pancho Varona Murias, que lo vapuleaba a diario en el periódico La República Ibérica de Niceto Solá. Años después empero Varona y Bonafoux fueron íntimos amigos en París, y el periodista le resolvió al duelista un problema pasional que le afectaba hondamente. Colaboró además en El Mundo de La Habana.

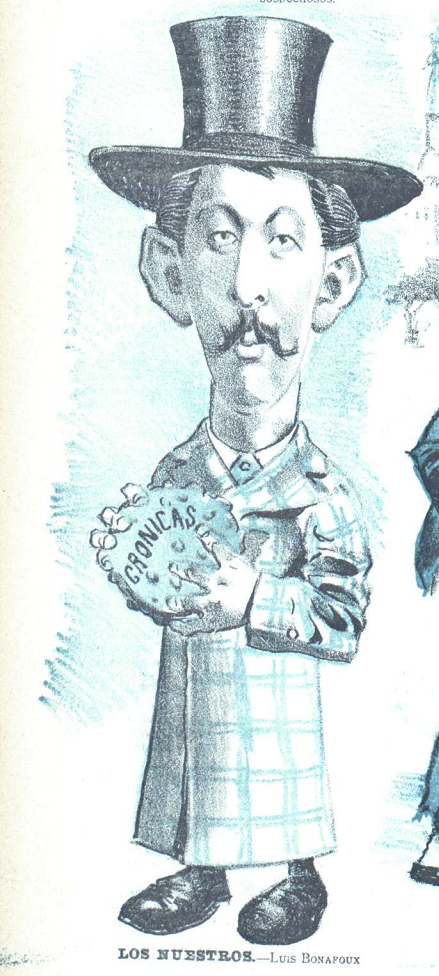
Bonafoux en Don Quijote (1902)

Las estrecheces económicas le acuciaban y, según cuenta en sus memorias, tituladas De mi vida y milagros, «Me nombraron director de minas (¡atiza!) en la provincia de Santander, a propuesta de un tío mío que había tomado parte en la fundación de la compañía». Su tío era el marqués de Rojas, presidente del Consejo de Administración de las minas de cobre de Soto, en las cercanías de Reinosa. Allí marchó como gerente a fines de 1888 y en 1889 se desposó en la iglesia de San Martín de Soto de Campoo con la joven Ricarda Encarnación Valenciaga y Gordejuela, natural de la provincia de Valladolid; él tenía treinta y cuatro años y ella veinte, y trabajaba en la fonda que su padre, el vizcaíno Vicente Valenciaga, tenía abierta en Soto. El matrimonio tendría cuatro hijos. En Reinosa entabló amistad con Antonino Blanco –con quien compartía una afición criolla por las peleas de gallos–, con los escritores republicanos Ramón Sánchez Díaz, Luis Mazorra y Demetrio Duque, director del dominical campurriano El Ebro (1884-1890), y admiró al erudito cronista de la provincia Ángel de los Ríos y Ríos y a los pintores Casimiro Sainz y Manuel Salces.
Marchó con su esposa a Puerto Rico y allí nació el 21 de mayo de 1890 su primer hijo, Luis Tulio. Al poco regresó a Reinosa huyendo de las iras de los cubanos, pero permaneció escaso tiempo en la villa, porque fue nombrado en Madrid redactor-jefe de El Globo, y se enzarzó en otra agria polémica, esta vez con el segundo marqués de Comillas, después de la cual se trasladó a París en calidad de corresponsal de varios diarios madrileños. Allí dirigió La Campaña (1898); escribió también en Heraldo de París y en El Internacional. Por entonces Bonafoux fue el primer periodista en describir las reuniones del Club Anarquista Internacional que por entonces se verificaban en Trafalgar Square. Allí amistó con el famoso teórico y militante anarquista italiano Errico Malatesta, al cual describía como «un obrero inteligentísimo, ilustradísimo y excelente de corazón», y con quien mantenía una correspondencia periodística que le era sistemáticamente violada. En París llevó la corresponsalía de Heraldo de Madrid entre 1902 y 1906. Todavía realizó algún viaje esporádico a las tierras de Campoo para reencontrase con la familia de su mujer y con sus viejos amigos.
Fue un polemista incansable y anticlerical. Como escribió su amigo José del Río Sainz,

Sentía la obsesión de las cumbres, y allí donde se elevaban, allí iba a herirlas: reyes, príncipes, prestigios de las letras, de la política o de las artes, todo lo que sobresalía tenía en él un implacable censor.

Fundó periódicos como El Español y El Intransigente; fue redactor de El Globo y El Resumen, corresponsal de Heraldo de Madrid y colaboró en otros muchos como El Liberal, La Unión, El Mundo Moderno (1881), Alma Española y los satíricos El Solfeo, Gil Blas y El Satiricón (1903). Su artículo «El carnaval en las Antillas» motivó que le expulsaran de Puerto Rico, lugar donde residió bastante tiempo, pues en efecto, fuera de ser uno de los más certeros críticos de la situación política española, era un profundo conocedor de los problemas antillanos.
También fue crítico literario, en cuya labor sostuvo una larga polémica con Leopoldo Alas, "Clarín", al que acusó de plagiario de la Madame Bovary de Gustave Flaubert en su La Regenta (Yo y el plagiario Clarín, Madrid, 1888). Toda esta polémica está recogida en el libro de José María Martínez Cachero Hijos de la crítica, Leopoldo Alas Clarín & Luis Bonafoux Aramis. Un enfrentamiento que hizo historia. Oviedo: Ed. Grupo Editorial Asturiano, 1991. Fue amigo de Eduardo Benot y de Joaquín Dicenta.

## Obras

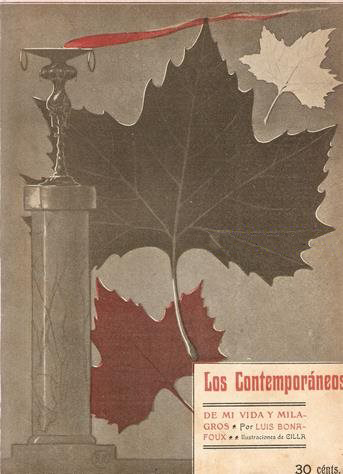
De mi vida y milagros (1909), obra publicada en la colección de Los Contemporáneos.

- El avispero (Novela corta) Madrid: Imprenta Popular, 1892.
- Bilis. París, Sociedad de Ediciones Literarias y Artísticas, 1908. Se reimprimió en Puerto Rico anotado por Socorro Girón (Ponce, 1990)
- Gotas de sangre: crímenes y criminales París, Sociedad de Ediciones Literarias y Artísticas, s. a.
- Huellas literarias. París, Garnier Hermanos, Libreros-Editores, 1894.
- Bombos y palos. Semblanzas y caricaturas. París, Sociedad de Ediciones Literarias y Artísticas, 1907.
- Casi críticas. Rasguños. París: Sociedad de Ediciones Literarias y Artísticas. Librería P. Ollendorff, 1910.
- Clericanallas, París: Librería P. Ollendorff 1909.
- La España de Bonafoux (Artículos ordenados temáticamente). Selección y prólogo de Jose Luis Cano. Madrid: Libertarias, 1990.
- Esbozos novelescos. Pról. de Eduardo Benot. París: Garnier Hermanos, 1894
- Literatura. Madrid: Tipografía de Manuel Ginés Hernández. Impresor de la Real Casa, 1887
- Los españoles en París. París: Sociedad de Ediciones Louis Michaud, 1912.
- Melancolía. Crónicas y artículos literarios.. París: Librería P.Ollendorff, 1901.
- Príncipes y majestades. París: Sociedad de Ediciones Literarias y Artísticas. Librería Paul Ollendorff, 1912.
- Por el mundo arriba… (Viajes). París: Librería Paul Ollendorff, 1909. Reimpreso en Ponce, 1993.
- Risas y lágrimas y Cuentos. Madrid: Ed. S. Rodríguez Serra, 1900.
- 'Yo y el plagario Clarín. Tiquis-Miquis de Luis Bonafoux (Aramis). Madrid: Establecimiento Tipográfico Sucesores de Rivadeneyra, 1888.
- Hijos de la crítica, Leopoldo Alas Clarín & Luis Bonafoux Aramis. Un enfrentamiento que hizo historia. Edición de José María Martínez Cachero. Oviedo: Ed. Grupo Editorial Asturiano, 1991.
- Ultramarinos. Prólogo de Eduardo Benot. Madrid: M. Tello, 1882; reimpreso en Ponce, 1989.
- Mosquetazos de Aramis Madrid: Manuel G. Hernández, 1885
- Coba Madrid, 1889 (Imprenta Popular)
- Betances San Juan de Puerto Rico: Instituto de Cultura Puertorriqueña, 1970 (biografía del doctor Betances).
- De mi vida y milagros (novela) Madrid: Los Contemporáneos, 1909.